# Edward James Stone
Edward James Stone (28 de febrero de 1831 - 6 de mayo de 1897) fue un astrónomo inglés.  Fue autor de más de 150 publicaciones astronómicas pero su reputación se basa principalmente en su trabajo más temprano en Greenwich y su dos grandes catálogos estelares—el catálogo de El Cabo de 1880 y el catálogo Radcliffe de 1890.

## Biografía
Nacido en Notting Hill, Londres, era hijo de Edward y Sarah Stone. Estudió en la City of London School y obtuvo una beca en el King's College de Londres que continuó con otra  en 1856 una beca en el Queen's College de Cambridge, graduándose como quinto wrangler en 1859. Fue inmediatamente elegido socio de su universidad.
A año siguiente sucedió a  Robert Main como ayudante en jefe del Real Observatorio de Greenwich e inmediatamente emprendió la tarea fundamental de mejorar la medición de constantes astronómicas. La más importante de estas, el paralaje medio del sol, era conocida en aquel tiempo con una considerable incertidumbre. Stone obtuvo un valor para dicho paralaje gracias a observaciones de Marte en 1860 y 1862 y posteriormente lo refinó gracias a observaciones del tránsito de Venus de 1769. También estudió el paralaje lunar, determinó la masa de la Luna y obtuvo un valor para la constante de nutación. Fue elegido socio de la Sociedad Real en 1868.
Fue galardonado con la medalla de oro de la Real Sociedad Astronómica en 1869 y tras la dimisión de Sir Thomas Maclear en 1870 fue nombrado Astrónomo de Su Majestad en el Cabo de Buena Esperanza. Su primera tarea en el puesto fue el resumir y publicar una gran cantidad de observaciones hechas por su predecesor. Una porción selecta de estas, (realizadas en 1856–1860) fue la fuente para un catálogo de 1.159 estrellas. Su trabajo principal, aun así, fue otro catálogo de 12.441 estrellas de hasta la 7.ª magnitud entre el Polo Sur y los 25°S de declinación, que terminó para finales de 1878 y publicó en 1881.
Poco después de la muerte de Main el 9 de mayo de 1878, Stone fue nombrado su sucesor en el observatorio Radcliffe en Oxford, dejando El Cabo el 27 de mayo de 1879. En Oxford extendió las observaciones de El Cabo de estrellas hasta la 7.ª magnitud desde 25°S de declinación al ecuador y compiló los resultados en el catálogo Radcliffe en 1890, que contenía 6.424 estrellas.
Stone observó el tránsito de Venus de 1874 en El Cabo, y organizó las expediciones gubernamentales para el acontecimiento correspondiente en 1882. Fue elegido Presidente de la Real Sociedad Astronómica (1882–1884)  y fue el primer para reconocer la importancia de las observaciones acumuló en el observatorio Radcliffe por Hornsby, Robertson y Rigaud. Observó el eclipse solar total del 8 de agosto de 1896 en Nueva Zembla y intentó un viaje a India para el eclipse de 1898, pero murió de repente en el Observatorio Radcliffe.
Se casó con Grace Tuckett con la que tuvo al menos cuatro niños.